# Boris Katchouk
Boris Katchouk, född 18 juni 1998, är en kanadensisk-rysk professionell ishockeyforward som spelar för Chicago Blackhawks i NHL.
Han har tidigare spelat för Tampa Bay Lightning i NHL; Syracuse Crunch i AHL samt Sault Ste. Marie Greyhounds i OHL.
Katchouk draftades av Tampa Bay Lightning i andra rundan i 2016 års draft som 44:e spelare totalt.

## Statistik
| 2013–2014  | Waterloo Wolves             | AH         | 29  | 25  | 33  | 58  | 35  | 10 | 3  | 9  | 12 | 8   |
|            | Waterloo Wolves             |            | 72  | 54  | 75  | 129 | 65  | —  | —  | —  | —  | —   |
| 2014–2015  | Soo Thunderbirds            | NOJHL      | 29  | 18  | 27  | 45  | 18  | 11 | 4  | 11 | 15 | 0   |
|            | Sault Ste. Marie Greyhounds | OHL        | 12  | 0   | 2   | 2   | 17  | —  | —  | —  | —  | —   |
| 2015–2016  | Sault Ste. Marie Greyhounds | OHL        | 63  | 24  | 27  | 51  | 61  | 12 | 6  | 4  | 10 | 4   |
| 2016–2017  | Sault Ste. Marie Greyhounds | OHL        | 66  | 35  | 29  | 64  | 46  | 11 | 8  | 5  | 13 | 12  |
| 2017–2018  | Sault Ste. Marie Greyhounds | OHL        | 58  | 42  | 43  | 85  | 30  | 24 | 19 | 18 | 37 | 8   |
| 2018–2019  | Syracuse Crunch             | AHL        | 75  | 11  | 12  | 23  | 58  | 4  | 0  | 0  | 0  | 6   |
| 2019–2020  | Syracuse Crunch             | AHL        | 60  | 14  | 18  | 32  | 33  | —  | —  | —  | —  | —   |
| 2020–2021  | Syracuse Crunch             | AHL        | 29  | 11  | 23  | 34  | 18  | —  | —  | —  | —  | —   |
| 2021–2022  | Tampa Bay Lightning         | NHL        | 1   | 0   | 0   | 0   | 0   | —  | —  | —  | —  | —   |
| NHL totalt | NHL totalt                  | NHL totalt | 1   | 0   | 0   | 0   | 0   | —  | —  | —  | —  | —   |
| AHL totalt | AHL totalt                  | AHL totalt | 164 | 36  | 53  | 89  | 109 | 4  | 0  | 0  | 0  | 6   |
| OHL totalt | OHL totalt                  | OHL totalt | 199 | 101 | 101 | 202 | 154 | 47 | 33 | 27 | 60 | 240 |

### Internationellt
| Källa: Uppdaterad: 2021-10-17 | Källa: Uppdaterad: 2021-10-17 | Källa: Uppdaterad: 2021-10-17 |         | Utv = Utvisningsminuter | Utv = Utvisningsminuter | Utv = Utvisningsminuter | Utv = Utvisningsminuter | Utv = Utvisningsminuter |
| År                            | Lag                           | Mästerskap                    | Matcher | Mål                     | Assists                 | Poäng                   | Utv                     |                         |
| ----------------------------- | ----------------------------- | ----------------------------- | ------- | ----------------------- | ----------------------- | ----------------------- | ----------------------- | ----------------------- |
| 2016                          | Kanada                        | U18-VM                        | 5       | 1                       | 1                       | 2                       | 8                       |                         |
| 2018                          | Kanada                        | JVM                           | 7       | 3                       | 3                       | 6                       | 4                       |                         |
| Junior totalt                 | Junior totalt                 | Junior totalt                 | 12      | 4                       | 4                       | 8                       | 12                      |                         |